# Людська природа
«Людська природа» (англ. Human Nature) — восьмий епізод третього сезону поновленого британського науково-фантастичного телесеріалу «Доктор Хто». Уперше транслювався на телеканалі BBC One 26 травня 2007 р. Є першим епізодом двосерійної історії, написаної Полом Корнелом, заснованої на його романі 1995 року «Людська природа». Друга частина, «Сім'я крові», вийшла в ефір 2 червня. Разом з «Сім'єю крові» епізод був номінований на отримання премії «Г'юго» за найкращу драматичну постановку (коротка форма) у 2008 році.
В епізоді іншопланетянин-мандрівник у часі Десятий Доктор (грає Девід Теннант) ховається від своїх переслідувачів, Сім'ї крові, 1913 року в Англії. Він перетворюється на людину, перевтілившись на вчителя школи, називаючи себе «Джон Сміт», щоб уникнути виявлення, поки життя сім'ї не закінчиться.